# كلية المدينة الجامعية بعجمان

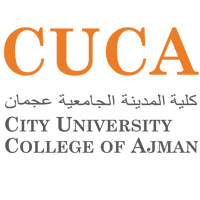

كلية المدينة الجامعية بعجمان (CUCA) هي مؤسسة للتعليم العالي تقع في عجمان في الإمارات العربية المتحدة .
حصلت كلية المدينة الجامعية بعجمان على ترخيصها من وزارة التعليم العالي والبحث العلمي بدولة الإمارات العربية المتحدة (MOHESR) في أغسطس 2011. يوفر التعليم لمواطني دولة الإمارات والطلاب الدوليين.
جميع البرامج الأكاديمية المقدمة في كلية المدينة الجامعية بعجمان معتمدة من وزارة التعليم العالي والبحث العلمي. يعتمد برنامج التعليم في الكلية باللغة الإنجليزية ، ما لم يذكر خلاف ذلك.
تقدم الكلية  أكثر من 19 برنامجًا تعليميًا في جراحة الأسنان ، والصيدلة ، والأعمال التجارية ، والقانون ، والإعلام ، والتعليم.